# Timotheuskirche (Hannover)

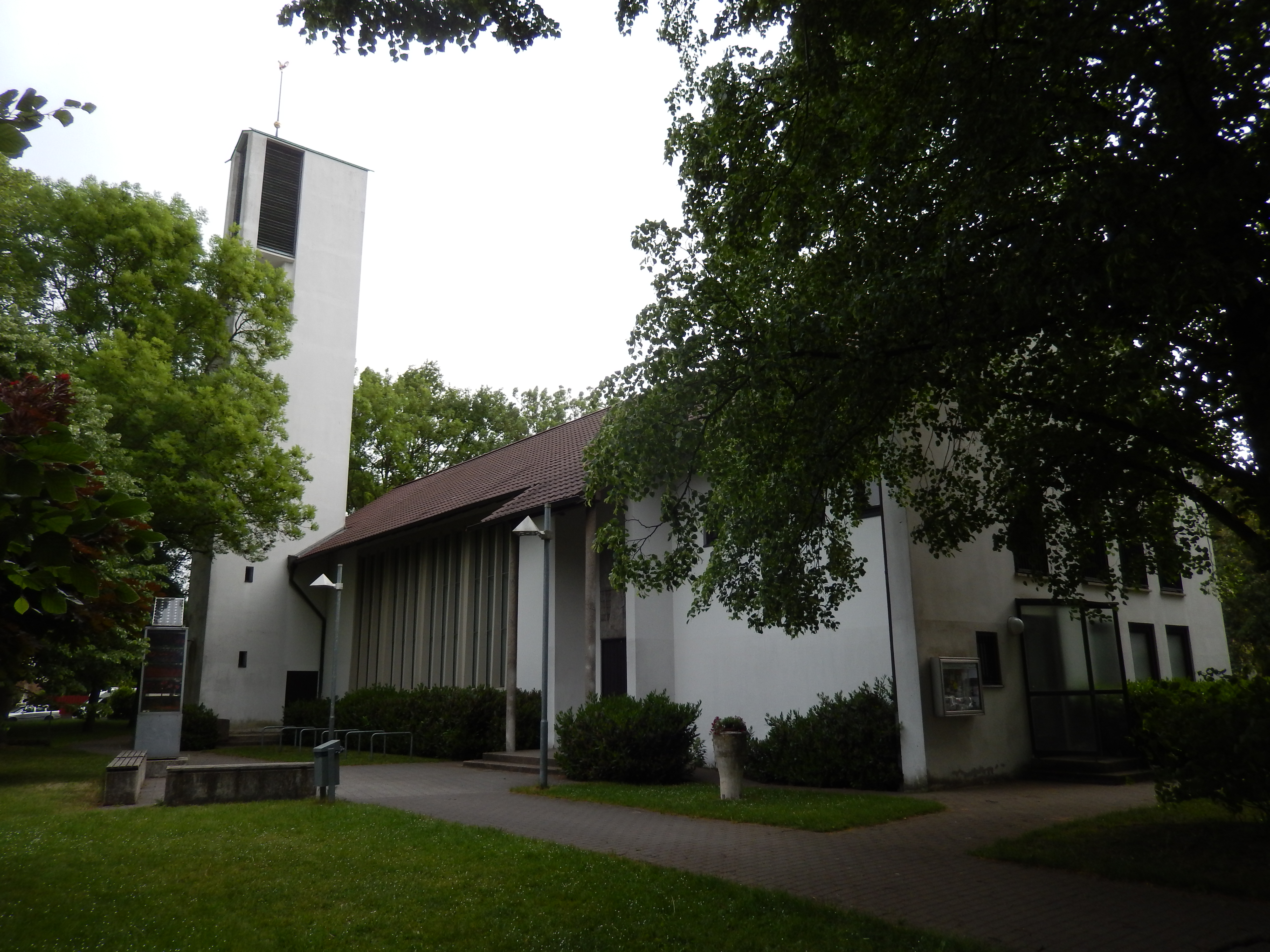
Timotheuskirche

Die Timotheuskirche, auch Sankt Timothei, in Hannover ist eine nach dem heiligen Timotheus benannte evangelisch-lutherische Kirche im Stadtteil Waldhausen am Kärntner Platz.

## Geschichte und Beschreibung
Die Timotheuskirche wurde im Jahr 1954 als innen wie außen schlicht gehaltener Kirchenbau gebaut. Die Priorität in dem rasch anwachsenden Wohngebiet lag auf einem zügig zu errichtenden funktionalen Neubau.
Während der Vorentwurf für die Timotheuskirche von Hanns Bettex stammte, lag die Bauausführung in den Händen des Architekten Roderich Schröder. In der Folge entstand durch die von dem Künstler Claus Wallner gestalteten großen Kirchenfenster ein heller und freundlich wirkender Innenraum, den die Künstlerin Ingeborg Steinohrt mit Reliefs ausgestaltete. Die Kirche erhielt 1988 neue Seitenfenster, gestaltet von der Hannoverschen Künstlerin Dagmar Brand, gestiftet von Ina Kolshorn. Die Buntglasfenster nehmen das Pfingstthema des Altarfensters auf.
Auf der Empore befindet sich in einem asymmetrischen Gehäuse eine Orgel, die 1955–1956 von der Werkstatt Emil Hammer Orgelbau erbaut wurde. Sie klingt in 17 Registern auf zwei Manualen und Pedal. 1994–1995 wurde das Instrument einer Renovierung unterzogen.
Noch vor seinem Abitur 1958 am Abendgymnasium Hannover wirkte der Kirchenmusiker und Komponist Oskar Gottlieb Blarr als Organist in der Timotheuskirche.